# سيد رايلي
سيد رايلي (بالإنجليزية: Sid Riley)‏ هو لاعب اتحاد الرغبي أسترالي، ولد في 18 أبريل 1878 في أوكلاند في نيوزيلندا، وتوفي بنفس المكان في 31 مارس 1964.